# Cementeri de guerra britànic de Jerusalem
Cementeri de guerra britànic de Jerusalem és un cementiri militar britànic a la Muntanya Scopus de Jerusalem. S'honra als soldats britànics de la Comunitat en la Primera Guerra Mundial a Palestina.

## Galeria

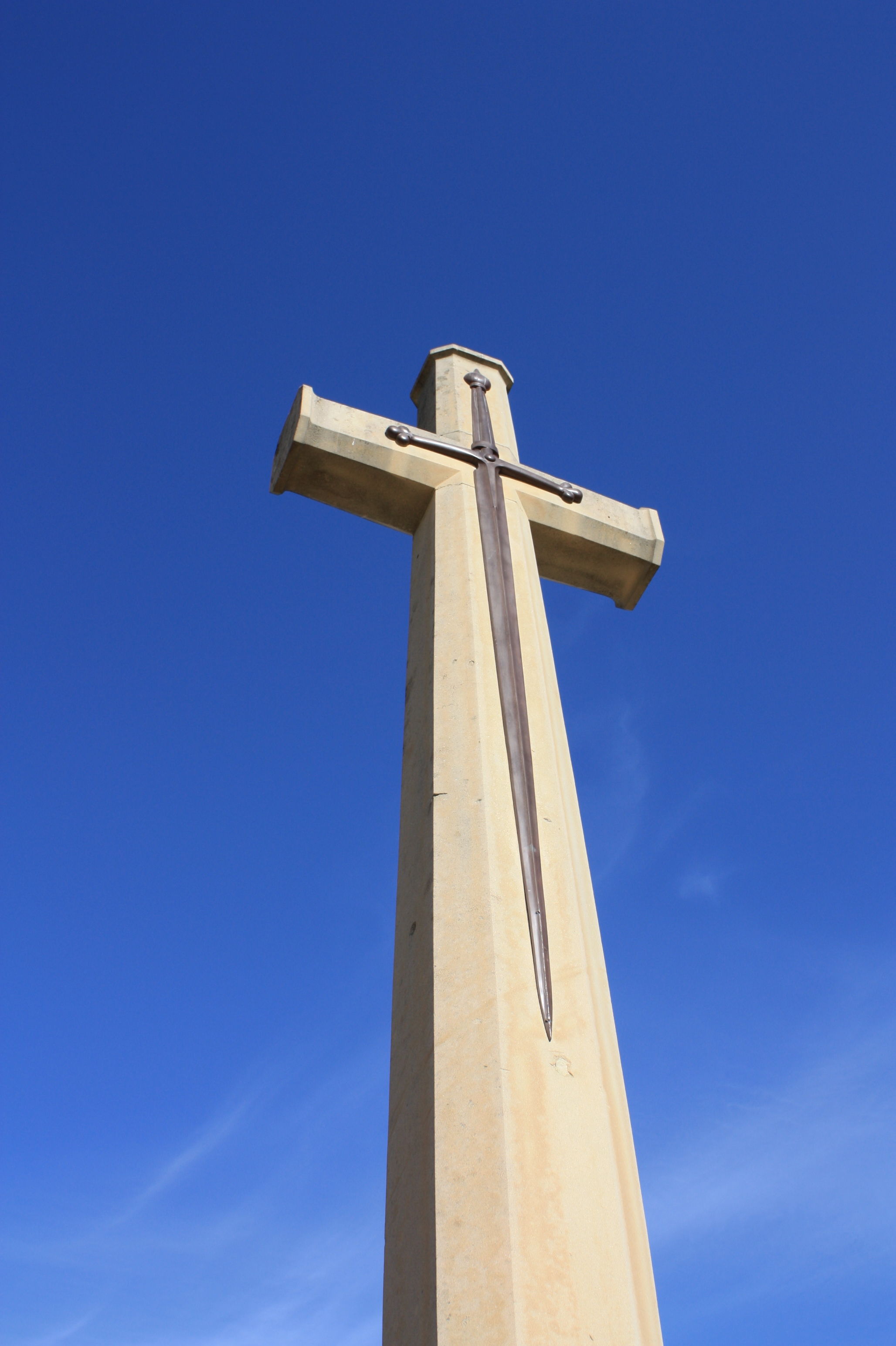
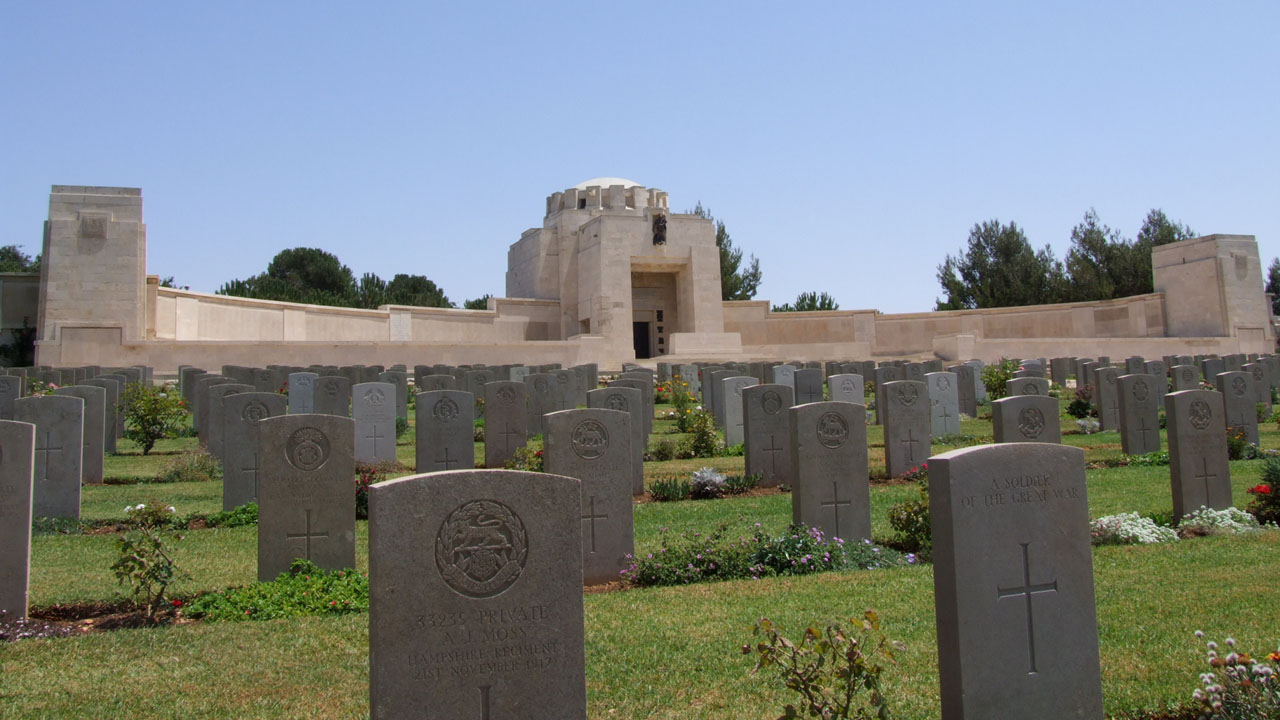
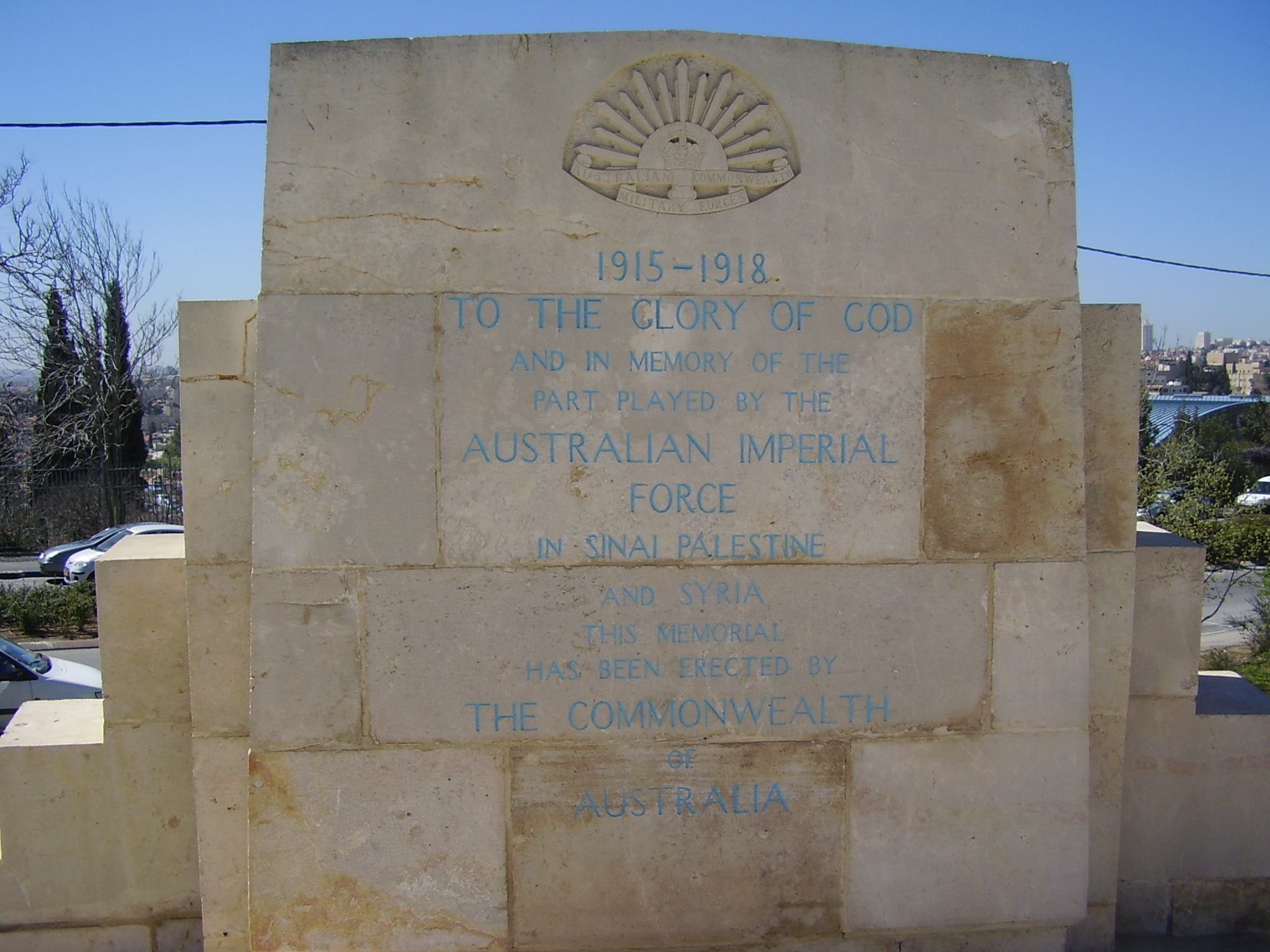
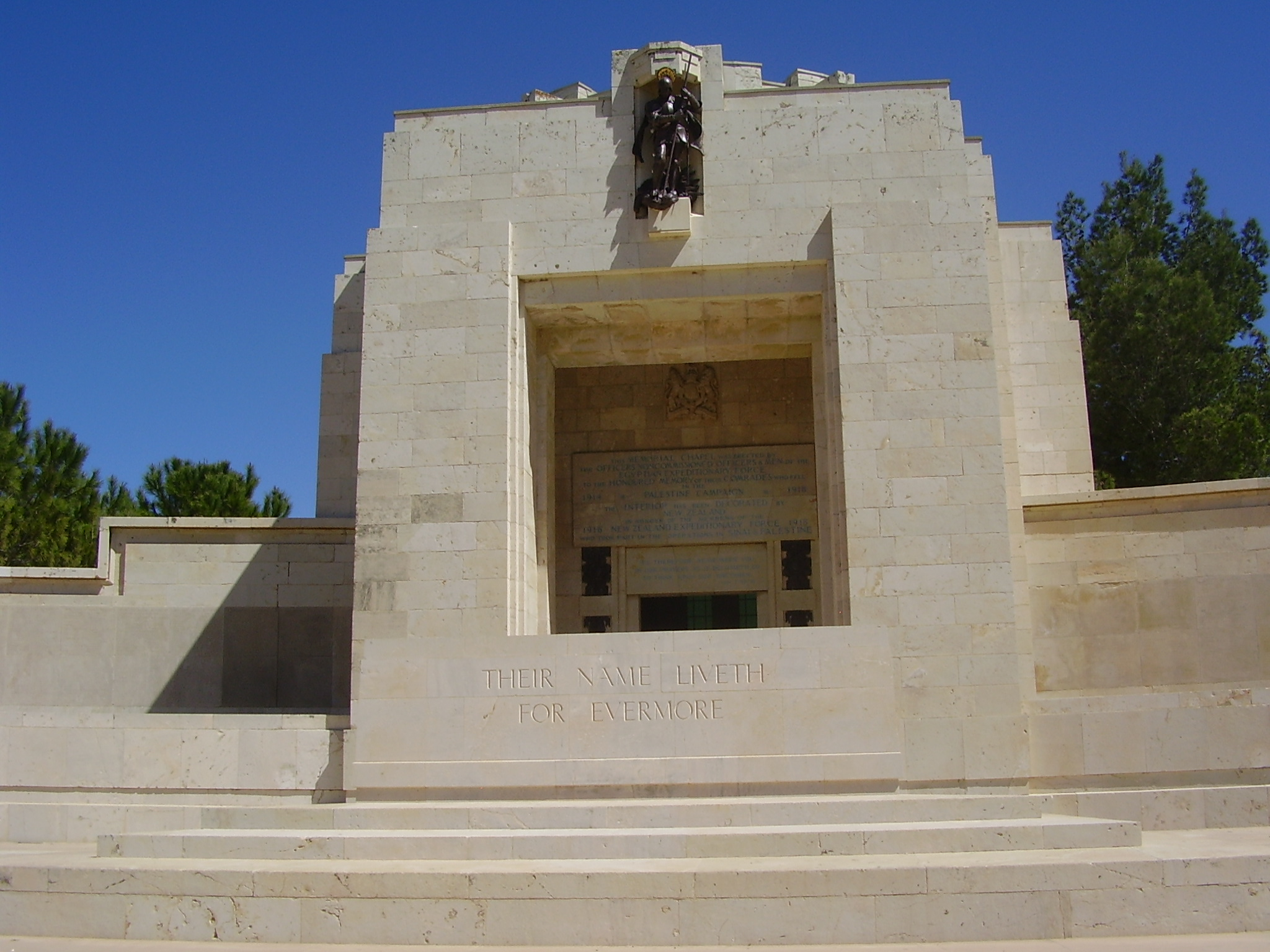
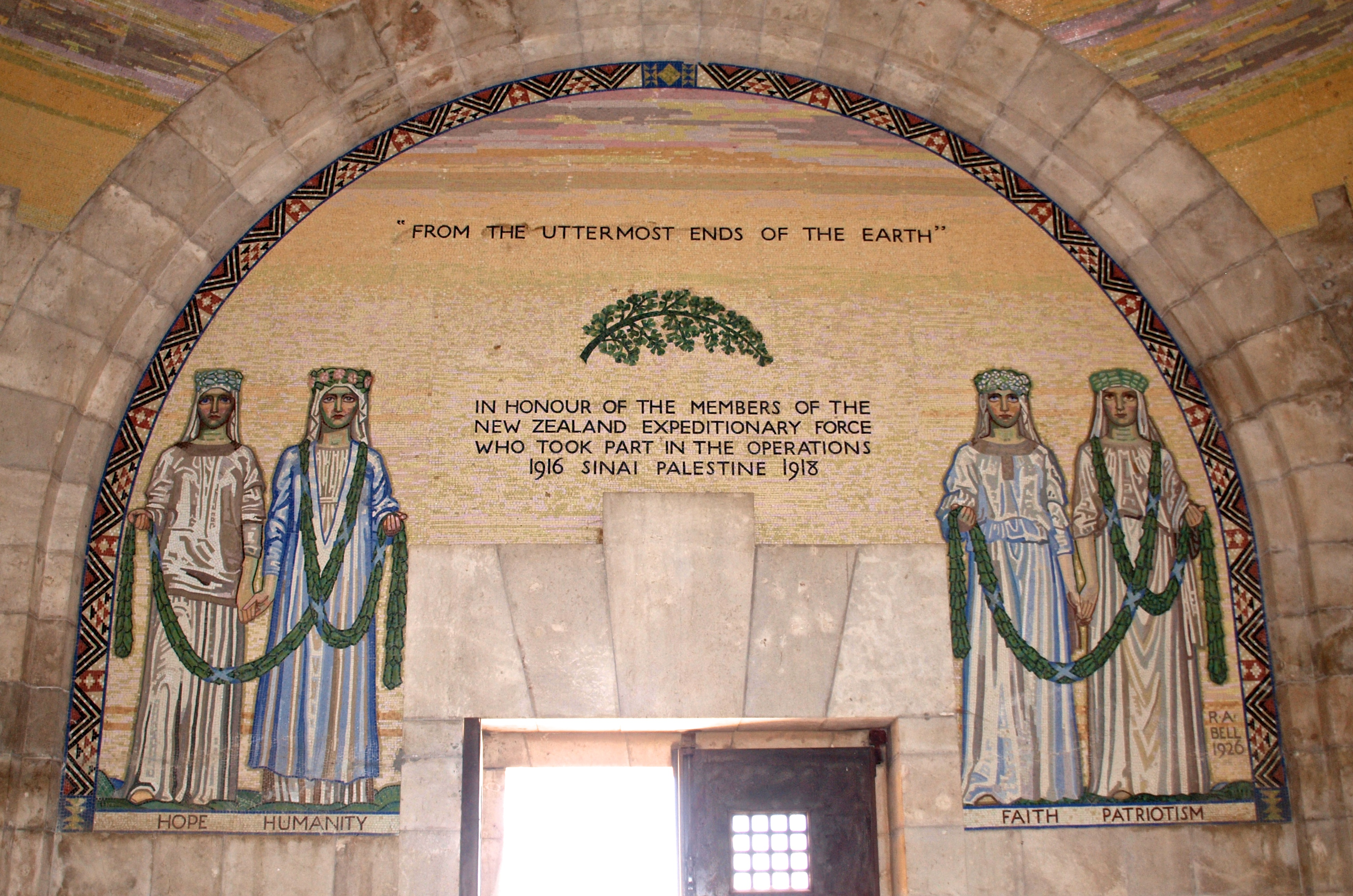